# 冕山站
冕山站（站房上彝文站名写作ꂳꎭ/mie sha）是一个成昆线上的铁路车站，位于四川省凉山彝族自治州喜德县冕山镇，建于1970年，目前为四等站，邮政编码为616752。目前客运：办理旅客乘降；货运整车不怕湿货物到发，货源吸引区为喜德县，货场面积5180平方米，主要到发品为铁矿类。
车站计划于2020年进行扩建工程。

## 图片

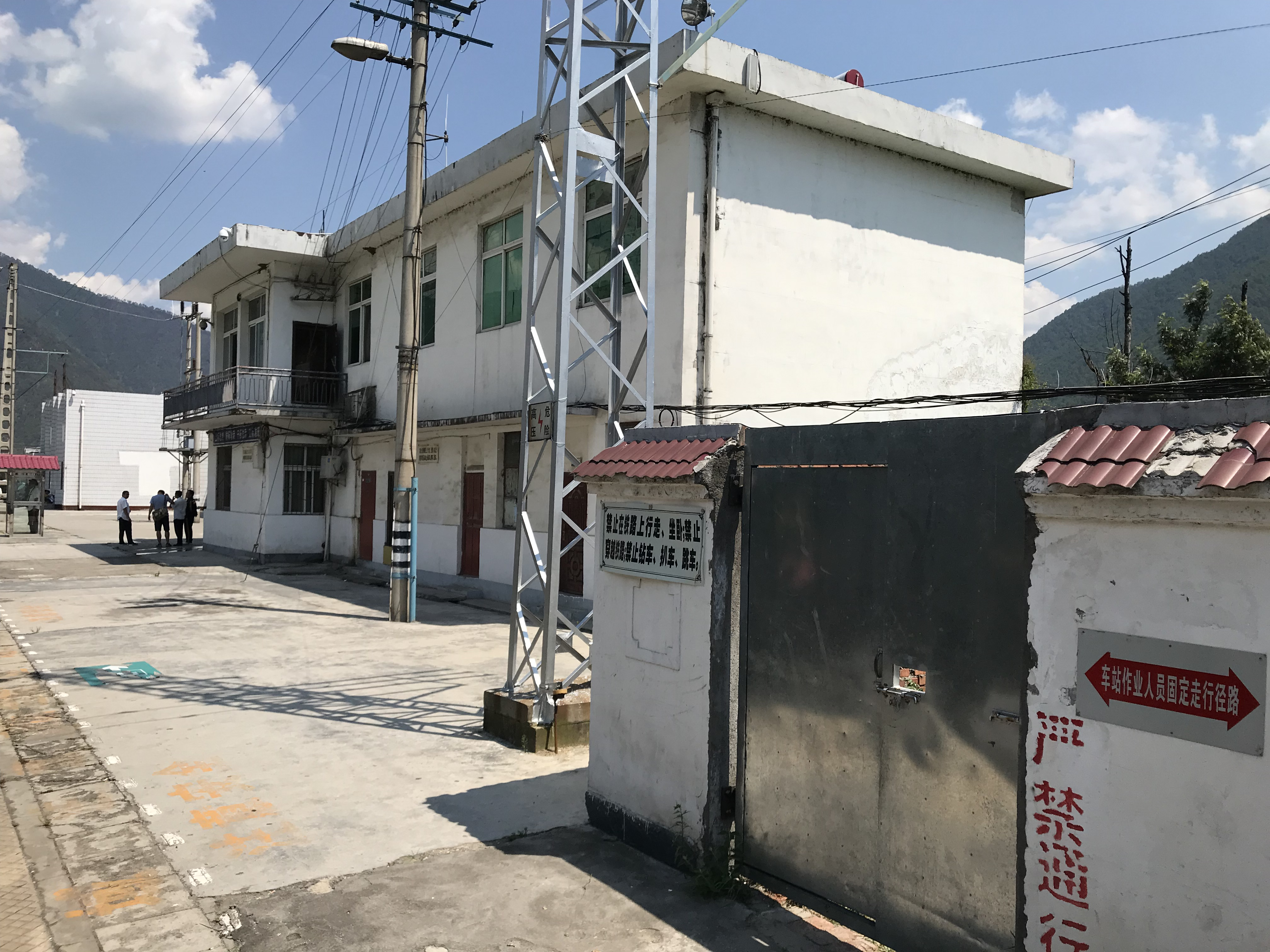
行车室
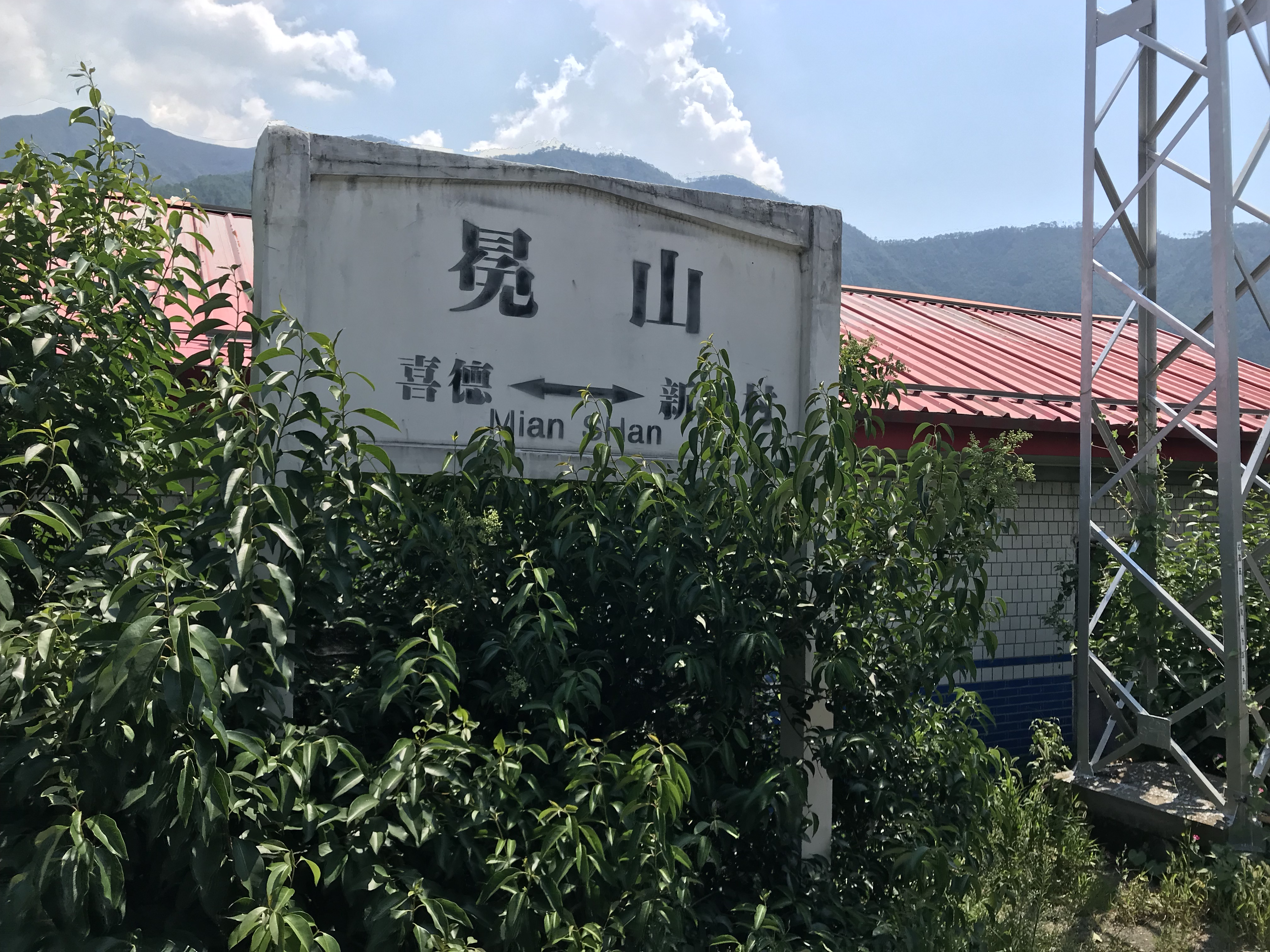
站牌
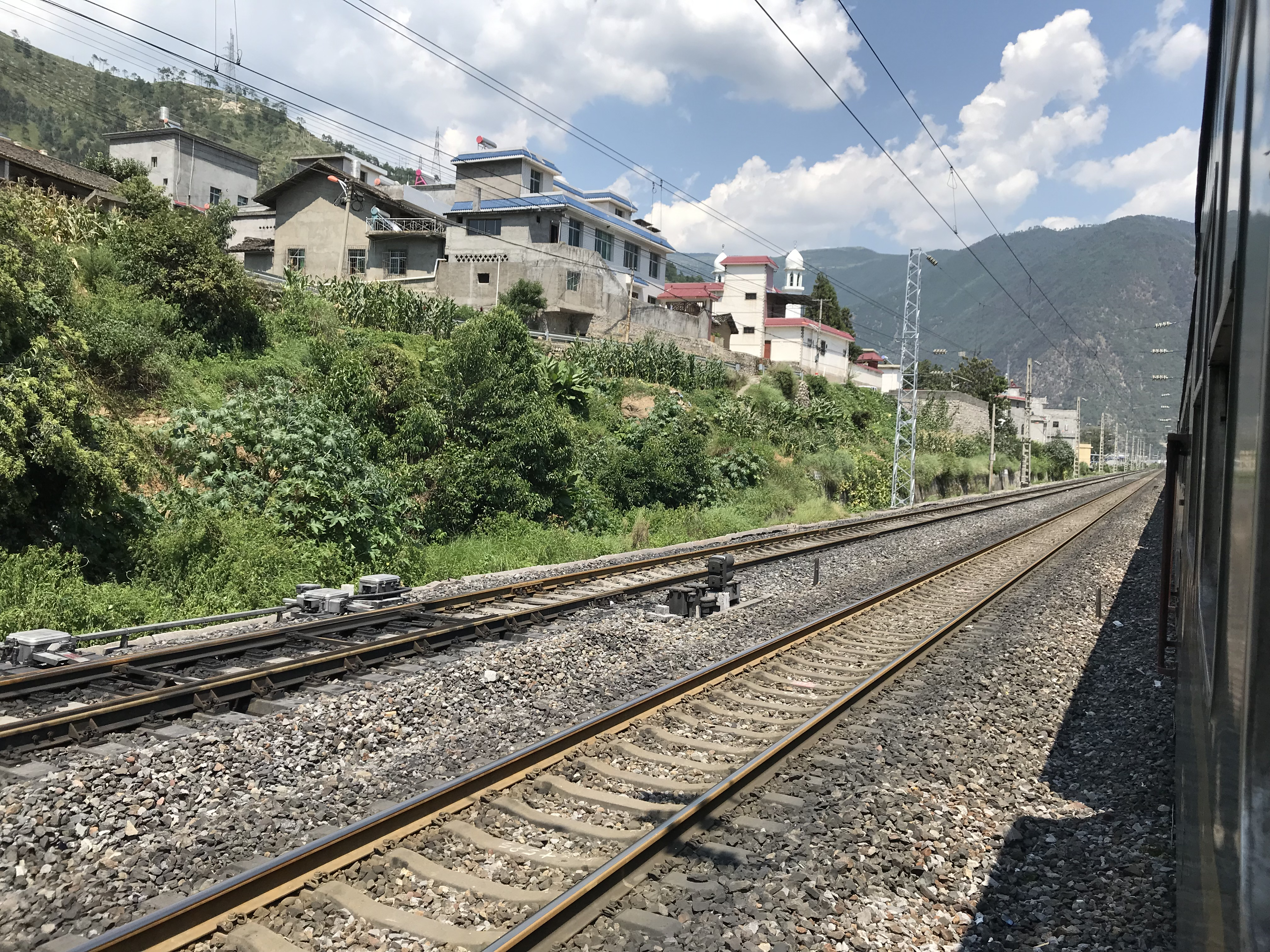
站场
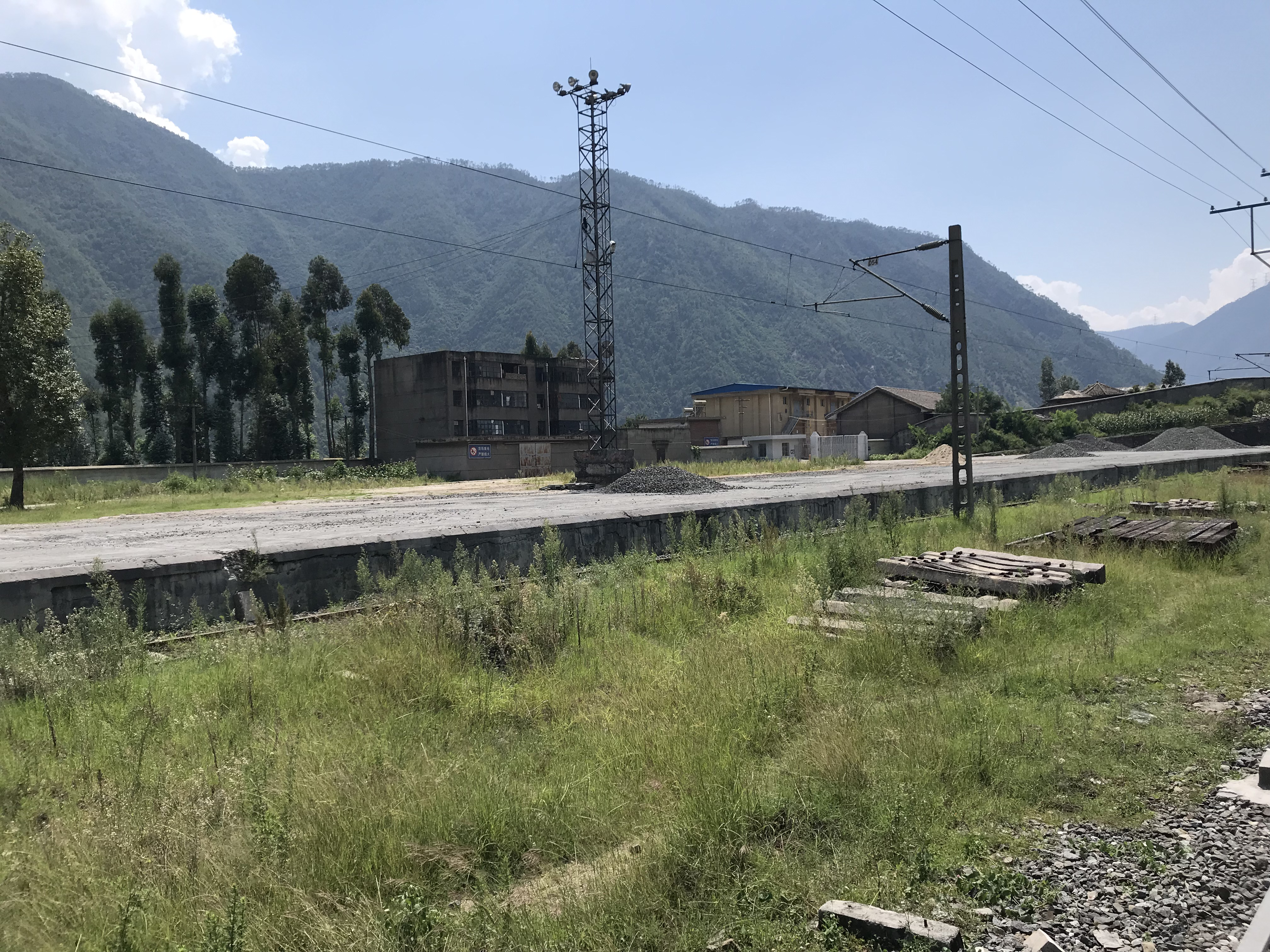
货场